# L'Armentera
L'Armentera là một đô thị trong ‘‘comarca’’ Alt Empordà, Girona, Catalonia, Tây Bna Nha.